# 多発性神経炎
多発性神経炎（たはつせいしんけいえん）とは、薬物中毒、代謝異常、遺伝性疾患などにより手や足の末梢神経に障害を生じる病気である。多発性ニューロパチーとも称される。多発性神経炎と多発性神経根炎に分けることもある。

## 原因
主に次のような原因がある。
- 中毒

ヒ素や鉛、薬品（医薬品や農薬等）などによるもの。アルコールの慢性中毒によるものもある。
- 代謝異常

ビタミンB群の欠乏
- 慢性疾患

糖尿病
- 遺伝性疾患
- その他

## 症状
症状は左右対称に、両手足の手袋をつけたり靴下を履くあたりに現れ、原因によって症状の現れ方が早かったり、遅かったりする。多くは手足の末端の部分にしびれなどが現れ、その後歩行困難などの運動障害が生じることもある。原因によっては呼吸困難を起こす場合もある。

## 治療
医師の診断の元、原因となる疾患などを治療することである。